# De Vasim
Cultuurspinnerij de Vasim is een voormalig fabrieksgebouw aan de Winselingseweg in Nijmegen dat sinds 2002 in gebruik is als werkplaats voor kunstenaars en culturele ondernemers. 

## Geschiedenis
De Vasim is in 1948 gebouwd als onderdeel van kunstzijdespinnerij Nyma. Na de surseance van betaling in 1967 moest de Nyma in 1969 overgaan tot een massa-ontslag. Zo'n 750 medewerkers verloren hun werk. De rayon productie werd gestaakt, alleen de chemische tak, met circa 150 medewerkers werd voortgezet. De productie bestond nu uit Nymcelcarboxymethylcellulose, Nymbands en Nymplex. Tussen 1985 en 2000 was het gebouw in gebruik als vliegasfabriek onder de naam VliegAsSInterMaatschappij, waar de naam VASIM van is afgeleid. In 2002 vestigde een tentenmakerij zich in het gebouw en trokken kunstenaars naar de lege fabriekshal. Het gebouw wordt sindsdien als Cultuurspinnerij De Vasim gepromoot en delen worden verhuurd aan individuele kunstenaars, theatergroepen en andere creatieve organisaties.
In 2008 besloot de gemeente Nijmegen op zoek te gaan naar een nieuwe, meer commerciële invulling voor het historische fabriekspand waar De Oversteek, de nieuwe Waalbrug, direct langs zou komen te liggen, er kwamen 56 ideeën. In 2012 kwam de Vasim in beeld als locatie voor een nieuw te bouwen museum over de Tweede Wereldoorlog, maar dit leidde tot een botsing met de exploitanten van de cultuurspinnerij. Het college van B en W bood de Vasim in februari 2013 voor het symbolische bedrag van één euro aan aan Stichting Museum Wereldoorlog II. Op 25 november 2014 werd het plan voor het museum afgeblazen.

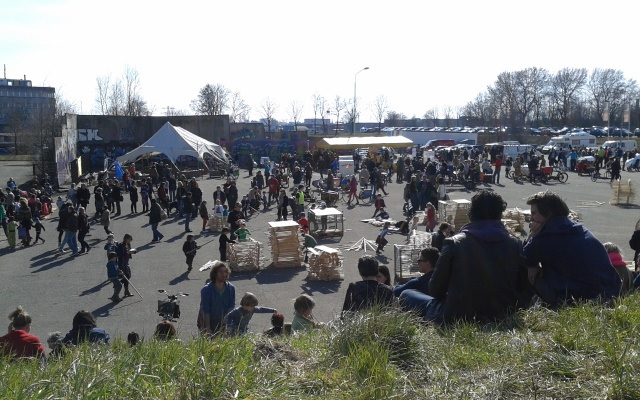
De Vasim tijdens de open dag op 7 april 2013